# فلچینگ
فلچینگ (به انگلیسی: Felching) به عمل جنسی گفته می‌شود که شامل مکیدن یا لیسیدن مایع اسپرم از مقعد یا واژن شریک جنسی می‌شود.
فلچینگ یک عمل جنسی است که به‌طور نسبتاً رایج در میان مردانی که با مردان رابطه جنسی دارند (به انگلیسی: MSM) یا مردان مردآمیز، انجام می‌شود، اما به این جمعیت محدود نمی‌شود. در مورد این عمل، کم نوشته شده و از لحاظ علمی اطلاعات کمی در دسترس است. از نظر رفتاری، فلچینگ شامل مکیدن یا خوردن مایع منی از مقعد شریک جنسی است. در میان زوج‌های دگرجنس‌گرا یا دوجنس‌گرا نیز، فلچینگ گاه به گاه رخ می‌دهد و شامل مکیدن یا خوردن مایع منی از مقعد یا واژن شریک جنسی می‌شود.
معمولاً قبل از چنین عملی پس‌ریزی منی (به انگلیسی: Creampie) یا انزال مستقیم به واژن یا مقعد شریک در پایان آمیزش جنسی انجام شده است. فلچینگ می‌تواند با بوسیدن پایان یابد، که در طی آن گیرنده اسپرم را به شریک جنسیمنتقل می‌کند. معمولاً پس از چنین عملی، اسپرم بلعیده می‌شود. فلچینگ اغلب در دسته اعمال جنسی پرخطر قرار می‌گیرد چرا که به دلیل تماس مستقیم با مایعات بدن و نواحی حساس، خطر انتقال بیماری‌های آمیزشی را افزایش می‌دهد.
در میان مردانی که با مردان رابطه جنسی دارند، معمولاً یک مرد رابطه جنسی مقعدی بدون محافظت با مرد دیگری انجام می‌دهد، سپس در داخل مقعد او انزال می‌کند، مایع منی را از مقعد آن مرد می‌مکد و سپس آن را می‌بلعد. گاهی، این فرایند یک مرحله جلوتر می‌رود، به طوری که مایع منی را دوباره به گیرنده اصلی از طریق ریزش به داخل یا روی دهان او می‌دهد یا آن را با یک سری بوسه‌های عمیق (یا بوسه فرانسوی) به صورت دهانی مبادله می‌کند.
بخش آخر این فرایند تبادل دهانی مایع منی بین شرکا است که به عنوان «اسنوبالینگ» شناخته می‌شود و برای بسیاری از مردانی که به فلچینگ می‌پردازند، بخشی جدایی‌ناپذیری از عمل فلچینگ است. این قسمت بیشترین صمیمیت بین فردی را از طریق تبادل مایع منی منتقل می‌کند و همچنین رفتاری است که شانس انتقال HIV و سایر بیماری‌های آمیزشی (STIها) را از یک مرد به مرد دیگر افزایش می‌دهد. در میان مردان مردآمیز، یک نوع دیگر از فلچینگ که خطر بیشتری دارد، شامل چندین مرد است که رابطه جنسی مقعدی بدون محافظت با یک مرد دارند، همگی در داخل مقعد او انزال می‌کنند و سپس یک مرد (که ممکن است در فعالیت‌های جنسی یا انزال شرکت کرده یا نکرده باشد) می‌آید تا مایع منی گروهی را از مقعد گیرنده بیرون بکشد و اغلب این فعالیت‌ها را با اشتراک مایع منی با گیرنده اصلی از طریق بوسیدن به پایان می‌رساند.

## تاریخچه و استفاده
واژه «فلچینگ» نسبتاً جدید است و ریشه دقیقی در تاریخ ندارد، اما در دهه‌های اخیر در فرهنگ‌های جنسی و فضاهای خاص مورد استفاده قرار گرفته است. این عمل بیشتر در میان گروه‌های خاص جنسی شناخته شده و در ادبیات علمی و پزشکی کمتر مورد بررسی قرار گرفته است. با توجه به مدخل «فلچ» در فرهنگ لغت انگلیسی آکسفورد، به نظر می‌رسد که اولین مورد استفاده از این کلمه در کتاب «The Argot of the Homosexual Subculture» نوشته رونالد فارل در سال ۱۹۷۲ بوده است، اگرچه این واژه مترادف مقعدلیسی بود.
داده‌هایی از یک مطالعه تحلیل محتوا از یکی از بزرگ‌ترین وب‌سایت‌های اینترنتی که به‌طور خاص از «مردانی که به دنبال شرکای جنسی برای رابطه جنسی بدون محافظت هستند»، جمع‌آوری شد و در مجموع ۱۳۱۶ پروفایل در این سایت به صورت تصادفی بر اساس کدهای پستی کاربران تجزیه و تحلیل شدند که در آن فلچینگ به عنوان یک عمل مورد جستجو در تقریباً یک ششم پروفایل‌های مردان ذکر شده بود. مردانی که به دنبال یافتن شرکای فلچینگ بودند، به‌طور قابل توجهی بیشتر از کسانی بود که به دنبال شرکای فلچینگ نبودند و به دنبال انواع دیگر سکس پرخطر از جمله سکس دهانی بدون محافظت و سکس مقعدی بدون محافظت بودند و ترجیح به سکس پر خطرتر مثل داشتن سکس در حالی که تحت تأثیر مواد مخدر هستند، سکس با چندین شریک یا عدم تمایل به خارج کردن آلت تناسلی قبل از انزال داخلی داشتند.
تجزیه و تحلیل چندمتغیر نشان داد که چندین عامل با علاقه به شناسایی شرکای آنلاین برای فلچینگ مرتبط بودند، از جمله: نژاد، قومیت، بی‌تفاوتی نسبت به وضعیت سرولوژی HIV شرکای جنسی و چندین معیار جستجوی هیجان مثلاً تمایل به سکس «وحشی» یا «بی‌پروا»، شناسایی خود به عنوان «شکارچی باگ»، و تحریک جنسی با مایعات انزال.

## خطرات سلامتی
همان‌طور که اشاره شد، فلچینگ به دلیل تماس مستقیم با اسپرم و مایعات بدن و نواحی حساس بدن خطر انتقال بیماری‌های آمیزشی مانند اچ‌آی‌وی، هپاتیت و سایر عفونت‌های مقاربتی را افزایش می‌دهد. درواقع از نظر خطرات بهداشتی، فلچینگ ممکن است شامل چند نوع خطر باشد. اول، اگر شریک جنسی مفعولی HIV مثبت باشد، بخش «اسنوبالینگ» عمل فلچینگ شانس ابتلای شریک گیرنده را افزایش می‌دهد زیرا او دو بار در معرض مایع منی آلوده به HIV قرار می‌گیرد (اول از طریق دریافت مقعدی، دوم از طریق پذیرش دهانی). اگرچه شانس ابتلا به HIV از طریق دریافت مایع منی به صورت دهانی عموماً کم در نظر گرفته می‌شود، این یک رفتار بدون خطر یا ایمن نیست دوم، اگر شخصی که سکس مقعدی بدون محافظت انجام می‌دهد، سایر عفونت‌های مقاربتی مانند سوزاک، کلامیدیا، یا سیفلیس داشته باشد، این عفونت‌ها نیز می‌توانند از طریق عمل سکس مقعدی بدون محافظت و همچنین از طریق عمل فلچینگ به شخص گیرنده مایع منی منتقل شوند. همچنین، هپاتیت نیز ممکن است از طریق فلچینگ منتقل شود اگر شخص یا اشخاصی که ابتدا مایع منی را انزال می‌کنند، به هپاتیت مبتلا باشند.

## دیدگاه‌های اجتماعی و فرهنگی
فلچینگ به عنوان یک عمل جنسی خاص، در بسیاری از فرهنگ‌ها و جوامع به صورت تابو در نظر گرفته می‌شود و ممکن است با نگاه‌های منفی مواجه شود. در عین حال، برخی از افراد این عمل را به عنوان بخشی از تجربیات جنسی خود می‌پذیرند و آن را عملی لذت‌بخش و متنوع می‌دانند.